# Albă verde
Albă verde este un vechi soi românesc de struguri.